# ونسان کوزیلو
ونسان کوزیلو (فرانسوی: Vincent Koziello‎؛ زادهٔ ۲۸ اکتبر ۱۹۹۵) بازیکن فوتبال اهل فرانسه است.
از باشگاه‌هایی که در آن بازی کرده‌است می‌توان به نیس، کلن و ناسیونال اشاره کرد.